# Lleó de paper
Lleó de paper (títol original en anglès: Paper Lion) és una pel·lícula dels Estats Units d'Alex March estrenada el 1968. Ha estat doblada al català.

## Argument
El periodista esportiu George Plimpton entra d'incògnit a l'equip de futbol americà dels Detroit Lions el 1963.

## Repartiment
- Alan Alda: George Plimpton
- Lauren Hutton: Kate
- Joe Schmidt: ell mateix
- Alex Karras: ell mateix
- John Gordy: ell mateix
- Mike Lucci: ell mateix
- Pat Studstill: ell mateix
- Bill McPeak: ell mateix
- Jim Martin: ell mateix
- Jim David: ell mateix
- Charles Knox: ell mateix
- John North: ell mateix
- Carl Brettschneider: ell mateix
- Roger Brown: ell mateix
- Lou Garney: ell mateix
- Mike Weger: ell mateix
- Karl Sweetan: ell mateix
- Ron Kramer: ell mateix
- Charles Bradshaw: ell mateix
- Tom Vaughn: ell mateix
- Bill Malinchak: ell mateix
- Roger Shoals: ell mateix
- Jerry Rush: ell mateix
- Friday Macklam: ell mateix
- Kent Falb: ell mateix
- Richard Lane: ell mateix
- Dr. Richard Thompson: ell mateix
- Lem Barney: ell mateix
- Frank Gifford: ell mateix
- Vince Lombardi: ell mateix
- Ernie Clark: ell mateix
- David Doyle: Oscar
- Sugar Ray Robinson: ell mateix
- Ann Turkel: Susan

## Premis i nominacions
Nominacions
- 1969: Globus d'Or a la millor nova promesa masculina per Alan Alda